# Límni Vólvi
Límni Vólvi (Lake Volvi) är en sjö i Grekland.   Den ligger i regionen Mellersta Makedonien, i den nordöstra delen av landet, 300 km norr om huvudstaden Aten. Límni Vólvi ligger 30 meter över havet. Arean är 70 kvadratkilometer. Den sträcker sig 7,0 kilometer i nord-sydlig riktning, och 20,3 kilometer i öst-västlig riktning.